# Ludwig Binswanger
Ludwig Binswanger (1881-1966) - nhà tâm bệnh học, và là người tiên phong trong lĩnh vực tâm lý học hiện sinh người Thụy Sĩ.
Ông được nhận định là một trong số những nhà tâm lý học hiện tượng luận lỗi lạc nhất, và có ảnh hưởng hơn cả trong việc tạo ra những khái niệm của ngành tâm lý học hiện sinh được biết đến ở châu Âu và Mỹ. Binswanger đã làm việc và nghiên cứu cùng với một số những nhà tâm bệnh học lừng danh cùng thời như Carl Jung, Eugen Bleuler và Sigmund Freud. Ông đã từng là một thành viên của 'Nhóm Freud' (Freud Group) thời kỳ đầu do Jung điều phối ở Thụy Sĩ. Hơn nữa, ông còn chịu ảnh hưởng bởi triết học hiện sinh, đặc biệt sau thế chiến thứ nhất, qua các tác phẩm của Heidegger, Husserl, và Martin Buber, cuối cùng đã khai triển nên một phân ngành tâm lý học hiện tượng luận-hiện sinh (existential-phenomenological psychology) mang đậm dấu ấn của riêng ông.
Binswanger được xem là bác sĩ đầu tiên kết hợp liệu pháp tâm lý học với những quan niệm hiện tượng luận và các quan điểm của thuyết hiện sinh, khái niệm mà ông đã giải nghĩa trong tác phẩm "Những hình thái cơ bản và sự hiện thực hóa của con người hữu-tại-thế" (1942). Ở tác phẩm này, ông giải thích phép phân tích hiện sinh như là một khoa học kinh nghiệm luận bao hàm cách tiếp cận nhân chủng học đến đặc tính riêng biệt cốt yếu của con người.
Binswanger đã xem khái niệm của Husserl về thế giới đời sống (lifeworld) như là một chìa khóa nhằm để thông hiểu những kinh nghiệm chủ quan của các bệnh nhân, vì rằng "ở các bệnh nhân tâm thần, chúng ta giáp mặt với những biến thể của cấu trúc nền tảng và của các mối liên hợp kết cấu của hữu-tại-thế." Đối với Binswanger, bệnh tâm thần đã kéo theo việc tái tạo thế giới - gồm những sự biến đổi trong kinh nghiệm đời sống về thời gian, không gian, cảm quan thân xác và các mối quan hệ xã hội. Lấy ví dụ, căn cứ vào đâu nhà phân tâm học mới có thể nhận ra "mối ràng buộc trong 'thời kỳ tiền-oedipus' xảy ra một cách mãnh liệt giữa người con đối với người mẹ", Binswanger đã chỉ rõ rằng "mối ràng buộc một cách mãnh liệt từ phía người con chỉ có thể có được dựa trên tiền đề về một họa đồ-thế giới (a world-design) duy nhất dựa vào tính mạch lạc, tính cố kết và tính liên tục."
Cuốn "Giấc mơ và Hiện hữu" (Traum und Existenz) của Binswanger - được dịch sang tiếng Pháp bởi Michel Foucault, Foucault đã thêm vào đấy một tiểu mục bổ sung là phần dẫn nhập, ở đó Foucault đã nêu bật được kiểu dạng tương đồng giữa tính cấp thiết của "việc nhấn chìm chính mình trong một sự toại nguyện hiển nhiên của giấc mơ - kể từ khi định đề của Freud mở ra một kỷ nguyên liên quan đến sự tái thiết những tư tưởng tiềm tàng, có trong những giai đoạn hiện đại, toàn bộ đã lùi lại một khoảng rất [quá] xa vào trong nền tảng." Eugène Minkowski đã sớm giới thiệu các ý tưởng của Binswanger vào nước Pháp, theo đó đã gieo ảnh hưởng lên tác phẩm thời kỳ đầu của Jacques Lacan.
Trong nghiên cứu về thuyết hiện sinh, vấn đề nổi tiếng nhất của ông là Ellen West, một bệnh nhân bị rối loạn tinh thần một cách sâu sắc là trường hợp nghiên cứu được phiên chuyển sang tiếng Anh trong tập sách "Existence" (1958). Binswanger đã quy cho cô ấy mắc chứng "tâm thần phân liệt", và trường hợp của cô được lấy làm nội dung nghiên cứu của cuốn "Schizophrenie." Qua sự thai nghén từ Buber về tầm quan trọng của khái niệm đối thoại, Binswanger cũng có thể được xem như là một bậc thầy của lối tiếp cận liên chủ thể về phía vấn đề liệu pháp. Binswanger nhấn mạnh đến tầm quan trọng của sự nhận thức qua lại, đối lập với sự khước từ phụ thuộc của chứng ái kỷ tiêu cực, chẳng hạn đã được mô tả bởi Herbert Rosenfeld.
Binswanger đã góp công rất nhiều cho quan điểm về hiện hữu trong trường phái tâm lý học hiện sinh. Ông tin rằng hiện hữu người trở nên phức tạp là bởi vì ai cũng phải định hướng để khiến cho mình hiện hữu. Như ông đã mô tả, mọi người có sự lựa chọn hiện hữu như "một người thợ săn, một con người lãng mạn, hay một doanh nhân, và vì thế (chúng ta là) tự do để thiết kế (chính chúng ta) về phía các khuynh lực vô cùng khác biệt của tồn tại." Thế cho nên, ông đã tin vào một sự hiện hữu "vượt qua tồn tại", làm cho tồn tại có thể gần hơn với chính nó, nơi có những đầu ra quá khác biệt nhau trong đời sống dựa trên những nẻo đường hiện sinh mà ai đó chọn lấy. Cũng ở niềm tin này, Binswanger đã nghĩ rằng bạn chỉ có thể quan sát sự hiện hữu của ai đó và/hoặc một cá nhân duy nhất qua việc tìm kiếm người đó một cách chính danh (holistically).
Binswanger đã nêu ra những mẫu thức xác thực của sự hiện hữu. Ông tin rằng những mẫu thức hiện hữu này cho phép con người và các động vật phi nhân tính được tách bạch hẳn. Những mẫu thức này bao gồm:
* [hiện hữu] xung quanh thế giới (the "around world")
* [hiện hữu] với thế giới (the "with world")
* [hiện hữu] của thế giới (the "own world")
Thế giới quan [tiếng Đức: Weltanschauung] (họa đồ-thế giới) [world-design] cũng áp dụng cho sự hiện hữu của người nào đó. Một cá nhân kinh nghiệm về thế giới thông qua Thế giới quan của riêng người đó, hay họa đồ-thế giới của anh ta. Họa đồ-thế giới của một cá nhân về cơ bản chính là bằng cách nào mà người ta nhìn nhận và khai mở thế giới xung quanh mình.
Hai khái niệm khác liên quan đến quan điểm của Binswanger về sự hiện hữu: tồn-tại-trong-thế-giới (being-in-the-world) và tồn-tại-ngoài-thế-giới (being-beyond-the-world); hai khái niệm này liên quan đến mối quan hệ giữa con người và thế giới hay các đối tượng xung quanh chúng.
* Tồn-tại-trong-thế-giới là "sự tương tác hợp quy và hợp chuẩn với thế giới hiện thực mà môi trường được nhận định là chiều hướng sơ đẳng của chúng ta khi chúng ta hiện hữu trong thế giới".
* Tồn-tại-ngoài-thế-giới tham chiếu đến việc làm thế nào con người lại có thể thay đổi hoàn cảnh của họ trong thế giới qua cách sử dụng ý lực tự do (free will). Tương tự như khái niệm tồn-tại-trong-thế-giới, một cá nhân có thể chuyển di và điều vượt thế giới của họ nương theo động cơ của chính người đó. Binswanger liên hệ ý tưởng này đến với tình yêu, ông tin rằng, "nó (tình yêu) khiến ta ra khỏi thế giới của riêng bản thân ta để đến với thế giới của đôi ta."